# Sphingonotus qinghaiensis
Sphingonotus qinghaiensis är en insektsart som beskrevs av Yin, X.-c. 1984. Sphingonotus qinghaiensis ingår i släktet Sphingonotus och familjen gräshoppor. Inga underarter finns listade i Catalogue of Life.